# داوود مقبلی
 داوود مقبلی  (زاده ۱۳۶۱ - دامغان) والیبالیست اهل ایران است.
وی سابقه بازی در تیم‌های سایپا البرز، برق تهران، ابومسلم خراسان و پیکان تهران را دارد.

## افتخارات
- کسب نائب قهرمانی نوجوانان جهان
- قهرمانی نوجوانان آسیا
- قهرمانی جوانان آسیا[۱][۲]

نایب قهرمان بزرگسالان جهان
قهرمان بزرگسالان آسیا
بهترین دفاع روی تور آسیا در سال۲۰۰۰
بهترین سرعتی آسیا در سال ۲۰۰۱ (مصر)
بهترین سرعتی آسیا در سال۲۰۰۵
1. 1 2  «آشنایی با زندگی‌نامه داوود مقبلی». پایگاه اطلاع‌رسانی تاریخچه. بایگانی‌شده از اصلی در ۱ دسامبر ۲۰۱۳. دریافت‌شده در ۱ شهریور ۱۳۹۲.
2. 1 2  «زندگی‌نامه داوود مقبلی». آرامگاه شهر. پارامتر |پیوند= ناموجود یا خالی (کمک); پارامتر |تاریخ بازیابی= نیاز به وارد کردن |پیوند= دارد (کمک)